# Вірменія на літніх Олімпійських іграх 2024
Вірменію на літніх Олімпійських іграх 2024 представляли сімнадцять спортсменів у семи видах спорту.

## Медалісти
| Медаль | Ім'я            | Вид спорту           | Змагання                         | Дата      |
| ------ | --------------- | -------------------- | -------------------------------- | --------- |
| 2      | Артур Давтян    | Спортивна гімнастика | опорний стрибок                  | 4 серпня  |
| 2      | Артур Алексанян | Боротьба             | греко-римська боротьба, до 97 кг | 7 серпня  |
| 2      | Вараздат Лалаян | Важка атлетика       | понад 102 кг                     | 11 серпня |
| 3      | Малхас Амоян    | Боротьба             | греко-римська боротьба, до 77 кг | 7 серпня  |